# Andantino in cis-mineur
Andantino in cis mineur is een kortdurende compositie van de Deense componist Niels Gade. Zoals zoveel werkjes van hem haalde het zijn muziekuitgeverijen niet rond 1860 toen hij het voltooide. Veel later werd het door Bengt Johnsson gekoppeld aan andere werkjes voor piano solo om toch tot een uitgave te geraken. 